# Kort klavier

'kort octaaf' klavier

Een kort klavier is de term voor een manuaal dat voornamelijk voorkomt op orgels uit de renaissance.
- Het kort klavier beslaat de toetsen C-D-E-F-G-A-Bes-B-c.
- De toetsen C,D en E nemen de plaats in van de huidige 'normale' E,Fis en Gis.
- In de klank was de volgorde dus C-F-D (onze boventoets Fis)-G-E (onze boventoets Gis)-A-Bes-B-c.

Het kort klavier heeft dus betrekking op het groot octaaf. Deze indeling houdt verband met de middentoonstemming: sommige grondtonen zijn vanwege die stemming niet bruikbaar in de muziek.
Het kort klavier wordt ook wel aangeduid als 'kort octaaf'. Voordeel van deze afwijkende toetsindeling was dat de veel voorkomende extreem lage basnoten van toonsoorten met weinig voortekens toch met de hand gespeeld konden worden.
Bij veel oude Nederlandse orgels met kort onderste octaaf ziet men de klavieromvang opgegeven als CDEFGA-c3 (in Helmholtznotatie).